# 상대론적 양자화학
상대론적 양자화학(相對論的量子化學, relativistic quantum chemistry)은 상대론적 역학과 양자 화학을 합쳐 원소의 속성과 구조, 특히 주기율표의 중원소를 설명한다. 이러한 설명에 대한 저명한 예로 금의 색을 들 수 있는데, 상대론적인 영향으로 다른 대부분의 금속처럼 은빛을 내지 않는다.

## 역사
1935년을 기점으로 Bertha Swirles는 다전자계의 상대론적 처리에 대해 기술하였다.

## 같이 보기
- 이온화 에너지
- 전기 음성도
- 전자 친화도
- 양자역학
- 상대론적 양자역학